# Regeringen Otto Liebe
Regeringen Otto Liebe var Danmarks regering 30. marts 1920 – 5. april 1920 under den såkaldte påskekrise.
Ændring: 2. april 1920
Den bestod af følgende ministre:
- Statsminister: Otto Liebe
- Forsvarsminister og Udenrigsminister ad interim: Henri Konow
- Finansminister: H.P. Hjerl Hansen
- Indenrigsminister og Landbrugsminister ad interim: W.H.T. Oxholm
- Justitsminister:

Otto Liebe til 2. april 1920, derefter
Kristian Sindballe
- Undervisningsminister: Thorkild Rovsing
- Kirkeminister: H. Edvard Hass
- Minister for offentlige arbejder: N.C. Monberg
- Handelsminister: Magnus Suenson